# ヤマハ・ロイヤルスター
ロイヤルスター（Royal Star）は、ヤマハ発動機が製造販売していたクルーザー（アメリカン）タイプのオートバイ。
シリーズ車種として派生モデルを含めて全4種がラインナップされた。

## 概要
ラインナップ中最大排気量を誇る1300 ccクラスのフラグシップモデルとして1996年に登場。
搭載されるDOHC水冷V型4気筒は、ツアラータイプのモデルベンチャーロイヤルにて初採用され、VMAXへと受け継がれた系列のエンジンを継承したもの。
ヤマハ製クルーザーの頂点としての座は、1999年に登場したOHV空冷V型2気筒エンジンを搭載するXV1600Aロードスターへと受け継がれたものの、以後も生産を継続された。
日本国内においては1998年が最終モデルイヤーとなり、2000年が最終ラインナップとなった。他方、輸出仕様については生産が継続されており、2013年モデルの「ロイヤルスターベンチャーS」が継続販売されている。

## モデル一覧
- ロイヤルスター（XVZ13A）：標準モデル。
- ロイヤルスター・ツアークラシック（XVZ13AT）：大型ウインドシールド、サドルバッグ装備タイプ。
- ロイヤルスター・ツアーデラックス（XVZ13LT）：大型ウインドシールド、パニアケース、シーシーバー装備タイプ。
- ロイヤルスター・ベンチャー（XVZ13TF）：ウインドシールド付き大型フェアリング、パニアケース、トップケース、バックレスト装備タイプ。
- ロイヤルスター・ベンチャーS（XVZ13TFMT）：ウインドシールド付き大型フェアリング、パニアケース、トップケース、バックレスト装備タイプ。特別仕様車として「ロイヤルスター・ベンチャー(S)ミッドナイド」がある。

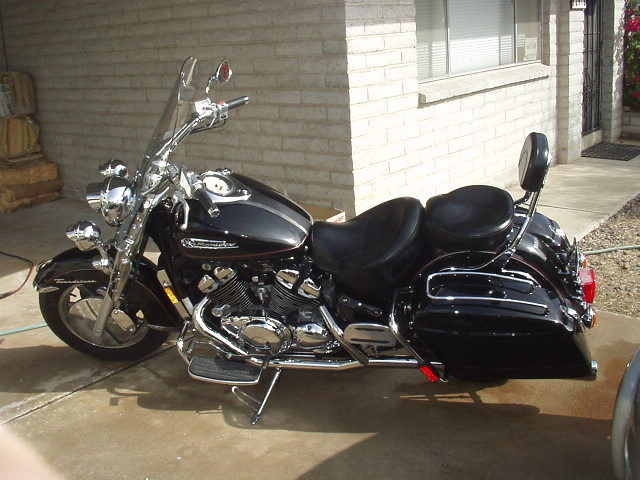
Royal Star Tour Delux（1997年式）
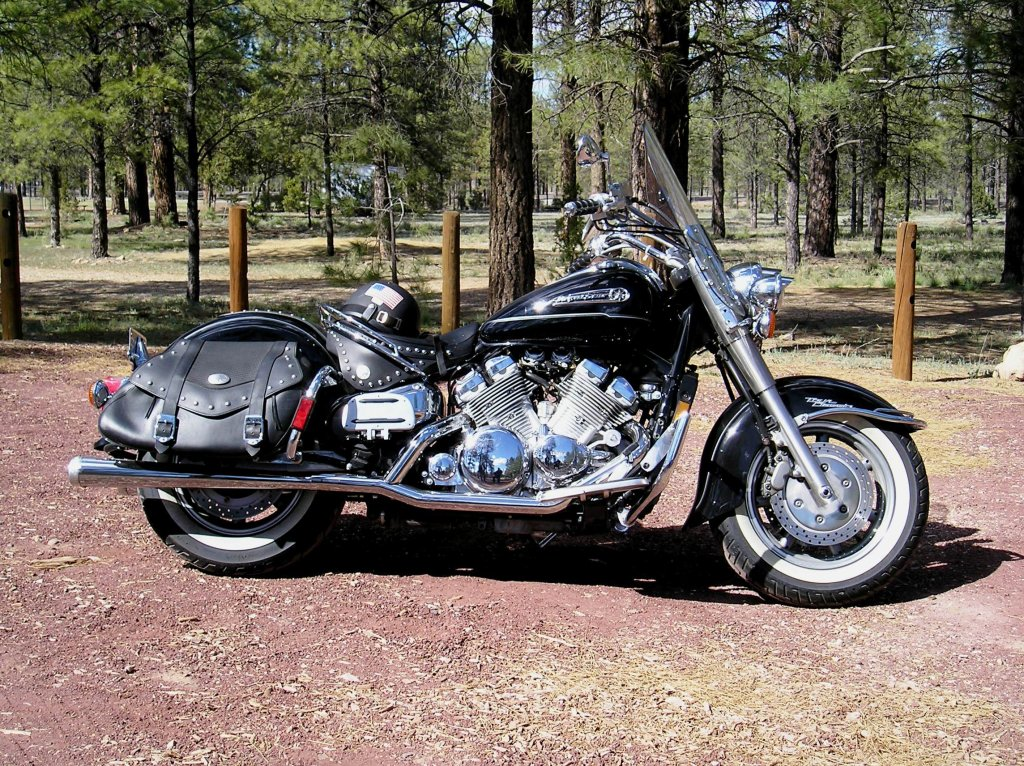
Royal Star Tour Classic（2000年式）
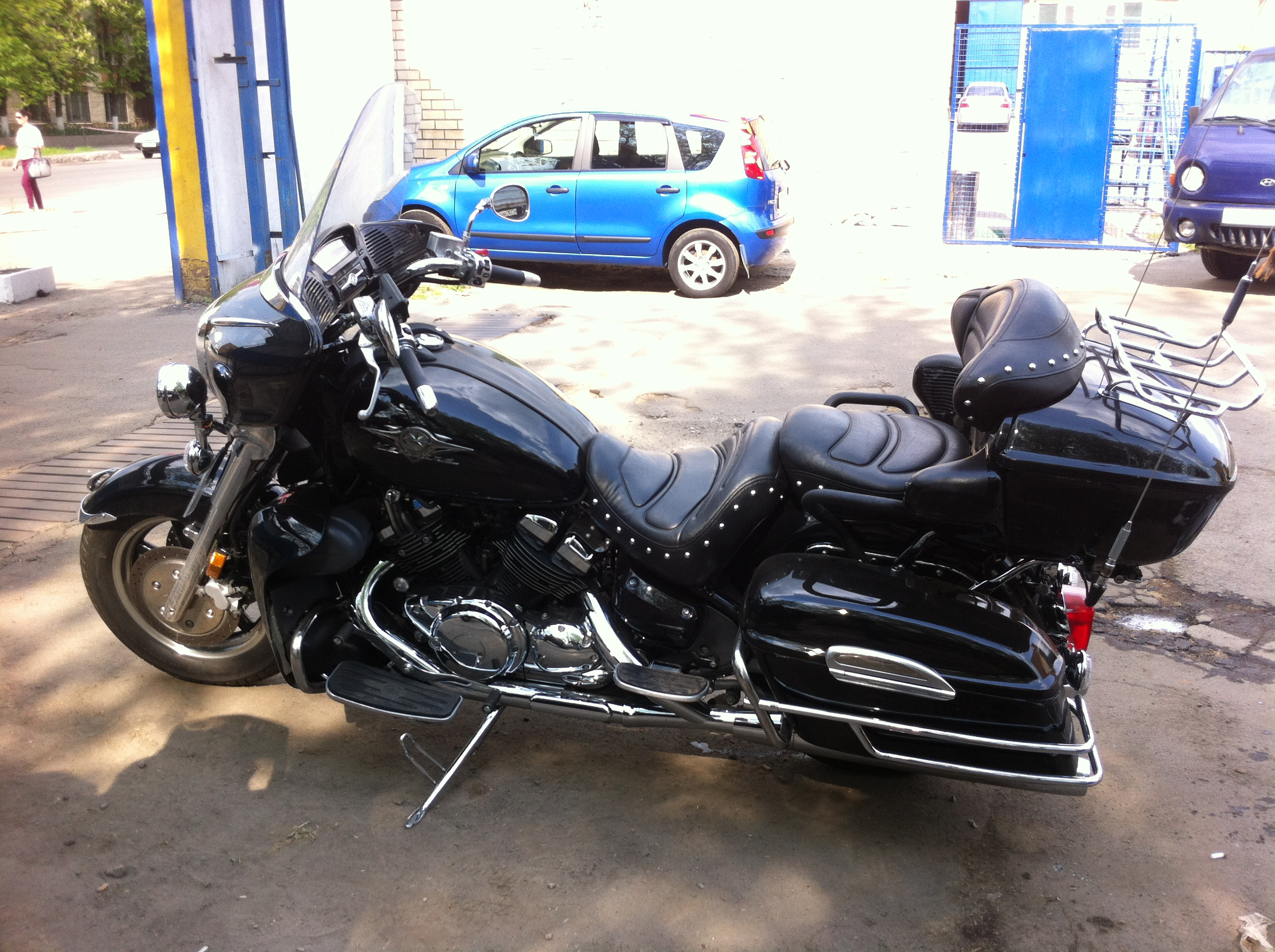
Royal Star Venture（2005年式）